# 吉岡祐一
吉岡祐一（よしおか ゆういち、1955年4月21日）は、俳優、実業家。熊本県熊本市出身。俳優/歌手の高橋元太郎の所属事務所「アネモイエンタテインメント」と営業連携している。

## 人物・来歴
九州学院高校を卒業後、桐朋学園に入学するが、演出家「竹内敏晴」を師事し中退。
1980年にNHK「御宿かわせみ」に出演後、演技力を評価され、多数のドラマ／時代劇に出演。
1983年、大ヒット作品となるNHK連続テレビ小説「おしん」にて「おしん」の兄:庄治役で話題となり、その後もNHK大河ドラマを始め各局ドラマに多数、出演する。
1999年、俳優から事業家へ転身を機に芸能の世界から距離を置いていたが、2020年9月より芸能活動を再開。2022年現在、西新宿で「クレープリー シェルズ・レイ」を経営しながら芸能活動もしている。

## 出演歴

### テレビドラマ
- 御宿かわせみ(1980年、NHK）-第3話
- ただいま放課後（1981年、フジテレビ）
- 特捜最前線（1981年、テレビ朝日）
- NHK大河ドラマ  「峠の群像」（1982年、NHK）-杉野十平次役  「翔ぶが如く」（1990年、NHK）-樺山三円役
- ザ・サスペンス  「惨事バスガイドの殺意」（1982年、TBS）  「一億人を敵にした男　復讐するは我にあり」（1984年、TBS）
- NHK連続テレビ小説  「おしん」（1983年、NHK）-谷村庄治役  「はね駒」（1986年、NHK）-篠原少尉役  「ひまわり」（1996年、NHK）
- 日本テレビ年末時代劇スペシャル  「田原坂」（1987年、日本テレビ）-永山弥一郎役
- 日本テレビ年末時代劇スペシャル  「五稜郭」（1988年、日本テレビ）-江連真三郎役
- 日本テレビ年末時代劇スペシャル  「奇兵隊」（1989年、日本テレビ）-楢崎弥八郎役
- 日本テレビ年末時代劇スペシャル  「勝海舟」（1990年、日本テレビ）-榎本武揚役
- 花の生涯 井伊大老と桜田門（1988年、テレビ東京）-雷神坊役
- 京大アメリカンフットボール部誕生秘話 君に涙は似合わない（1988年3月29日、ABC）
- 北の海峡（1988年5月3日、NHK） - 坂上達男役
- 月曜･女のサスペンス「時効･あの時…南アルプス渓流殺人事件」（1988年、テレビ東京）
- ドラマ23「オレンジ色の診察室」（1988年、TBS）
- 大忠臣蔵（1989年、テレビ東京）-寺坂吉右衛門役
- シリーズ街「問題の教師」（1989年、ANB）
- 開局30周年記念番組「さよなら李香蘭」（1989年、CX）-陳洪仁役
- 新春時代劇スペシャル「燃えよ剣」（1990年、TX）
- 八百八町夢日記(1991年、日本テレビ）
- 七人の女弁護士（1991年、ANB）
- 加賀百万石（1999年、NHK）-増田長盛役

### 映画
- 翔べイカルスの翼（1980年）
- 刑事物語（1982年）

### 舞台
- ゴールデンボーイ（紀伊國屋ホール）※主演
- 二人芝居「花飾りも帯もない氷山よ」（渋谷ジャンジャン）
- 劇団3〇〇公演「夜よはてなしの薔薇」（紀伊國屋ホール）